# Seznam britanskih arheologov
Seznam britanskih arheologov.

## A
John Marco Allegro - Thomas Ashby - Mick Aston - Richard Atkinson - 

## B
Philip Barker - Dorothy Bate - John Boardman (arheolog) - William Borlase - Aubrey Burl - 

## C
John Chadwick - Christopher Chippindale - John Grahame Douglas Clark - J. Desmond Clark - John Collis - O. G. S. Crawford - Barry Cunliffe - Alexander Cunningham - 

## D
Glyn Daniel - David Stronach - William Boyd Dawkins - 

## E
Arthur Evans - 

## F
Charles Fellows - William Matthew Flinders Petrie - Cyril Fred Fox - 

## G
Ernest Arthur Gardner - Dorothy Garrod - William Greenwell - W. F. Grimes - 

## H
William Hamilton (diplomat) - Phil Harding - Francis J. Haverfield - Charles Francis Christopher Hawkes - Jacquetta Hawkes - William Hawley - Eric Sidney Higgs - Ian Hodder - Richard Hodges - John Horsley -

## J
John Bryan Ward-Perkins - 

## K
Alexander Keiller - Kathleen Kenyon - 

## L
T. E. Lawrence - Austen Henry Layard - Louis Leakey - Mary Leakey - Meave Leakey - Thomas Charles Lethbridge - Carenza Lewis - 

## M
Duncan Mackenzie - Malcolm Todd - Max Mallowan - Caroline Malone - John Manley (arheolog) - John Marsden (arheolog) - Alfred Maudslay - James Mellaart - Roger Moorey - Alexander Murray (1841-1904) - Margaret Murray - 

## N
Charles Thomas Newton - 

## P
Mike Parker Pearson - John Shae Perring - Stuart Ernest Piggott - John Pinkerton - Francis Pryor - 

## R
William Mitchell Ramsay - Gisela Richter - William Ridgeway - Katherine Routledge - 

## S
Michael Shanks (arheolog) - Sheppard Frere - William Robertson Smith - Marc Aurel Stein - Tadeusz Sulimirski - 

## T
Timothy Taylor (arheolog) - John Thurnam - Christopher Tilley - Francis Turville-Petre

## U
Peter Ucko - 

## V
Richard William Howard Vyse - 

## W
E. A. Wallis Budge - Charles Warren - Mortimer Wheeler - Alasdair Whittle - John Gardiner Wilkinson - Leonard Woolley